# Кюстендилский санджак

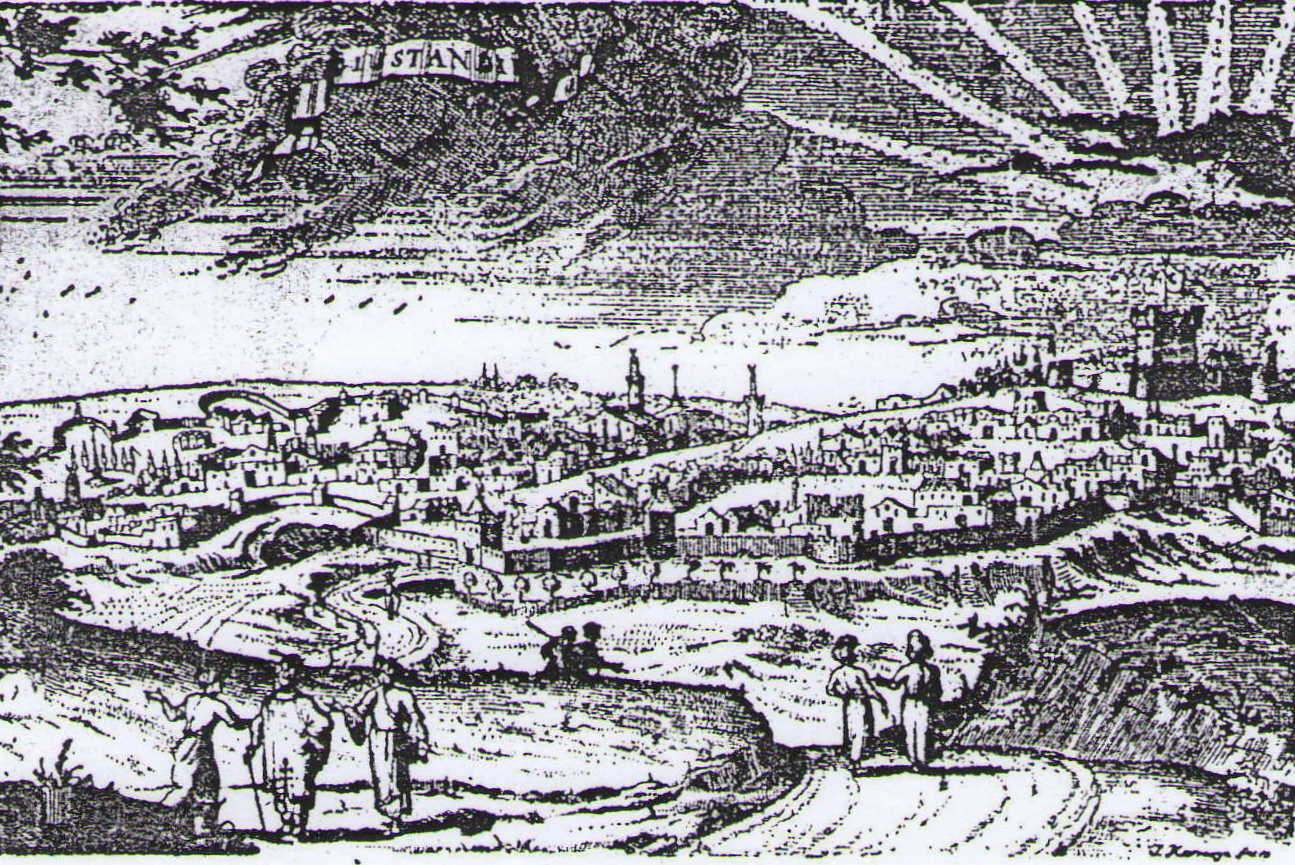
Гравюра 1690 года с изображением Кюстендила.

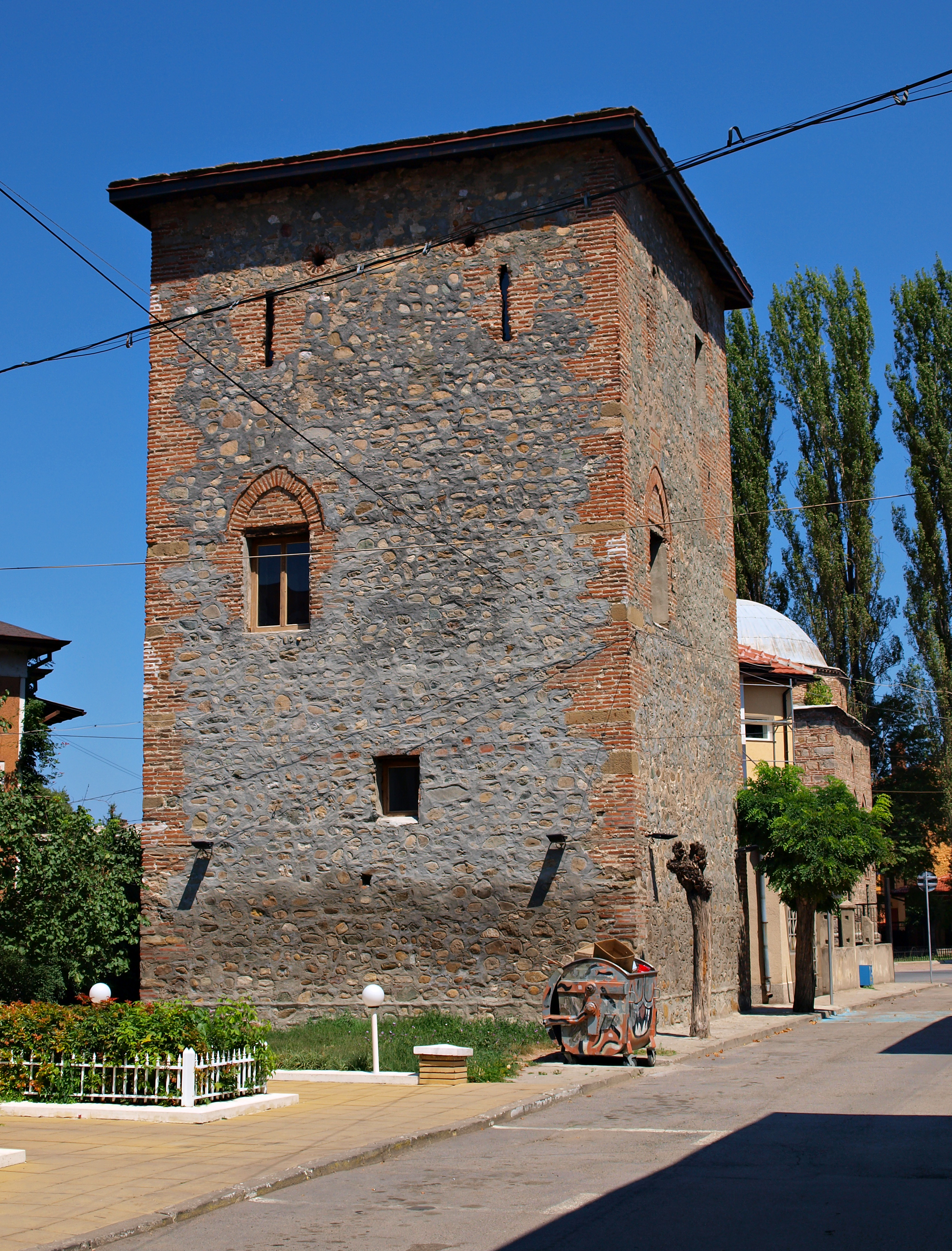
Пиргова башня XV-XVI веков, Кюстендил.

Кюстендилский санджак — провинция Османской империи на территории современной юго-западной Болгарии, восточной части современной Северной Македонии и немного Сербии и Греции, был основан в период между 1396 и 1431 годами на базе Вельбуждского деспотата. Османы практически унаследовали и превратили в свою административно-территориальную единицу старые болгарские феодальные владения, в данном случае Драгашы. Включал 14 уездов (Казы).
Кюстендилский санджак одна из относительно стабильных и постоянных административно-военных структур в балканских владениях Османской империи. Отношения между местным населением и османскими завоевателями в Кюстендилском санджаке развивались без особого вмешательства со стороны внешних факторов, в отличие от земель в нижнедунайской низменности и приграничных земель с Венгерским королевством.
Кюстендилский санджак имеет свою специфику. Во-первых, это легендарная земля Константина, то есть первого и последнего христианского правителя Римской империи. Константин XI Палеолог был внуком деспота Вельбужского Константина Драгаша, а его племянница Софья Палеолог была бабушкой первого русского царя Ивана Грозного. То, что русский царь очень хорошо знал свое происхождение, подтверждается постоянными пожертвованиями милостыни для Осоговского монастыря с разрешения царя Федора Ивановича.
Своеобразным костяком Кюстендилского санджака является гора Осогово, вокруг которой построены монастыри трех сподвижников Ивана Рильского —Гавриил Лесновский, Прохор Пчиньский и Иоаким Осоговский. Кроме того, в санджаке находится Рильский монастырь.
В-третьих, на значение санджака для Османской империи указывает титул паши Кюстендила — мирмиран. Саад-эд-дин и Кятиб Челеби называет город Кюстендил бывшей столицей Болгарии.
В период с 1431 по 1690 год до восстания Карпоша Санджак был глубоким тылом в османских войнах, процветал и не видел вражеской армии (Pax Ottomana).

## Примечание
1. ↑  Възникване и облик на Кюстендилския санджак (XV—XVI век). Дата обращения: 1 октября 2021. Архивировано 1 октября 2021 года.
2. ↑  Възникване и облик на Кюстендилския санджак (XV—XVI век). Дата обращения: 1 октября 2021. Архивировано 1 февраля 2020 года.
3. ↑  стр. 50-51/165-166, документ № 45. Дата обращения: 1 октября 2021. Архивировано 1 октября 2021 года.
4. ↑  стр. 53/168, документ № 49. Дата обращения: 1 октября 2021. Архивировано 1 октября 2021 года.